# エンミ・イタランタ
エンミ・エリナ・イタランタ (Emmi Elina Itäranta、1976年 - )はフィンランドの小説家。彼女のデビュー作『水の継承者ノリア』はハーパーコリンズ社から2014年に出版された。邦訳は2016年3月14日出版。

## 経歴
イタランタはタンペレ大学の演劇コースで修士号を取得している。卒業後、コラムニスト、演劇批評家、脚本家、報道担当者として活動した。2007年に、彼女はケント大学のクリエイティブ・ライティングコースで博士号を習得中に処女作を書き上げた。 英語とフィンランド語で同時に作品を発表し、2012年には若手作家に贈られるカレヴィ・ヤンッティ賞、フィンランド国語教師会賞、およびフィンランドの大手出版社であるテオス社SFファンタジー小説大賞を受賞したこの本はテオス社から2012年にTeemestarin kirja ("茶道の書")のタイトルで出版され、2012年にはカレヴィ・ヤンッティ賞を受賞し、ヌオリ・アクレシス賞を2013年に受賞した。2013年には Tähtivaeltaja Awardを受賞している。
英語版のMemory of Waterは、ハーパーコリンズ社から2014年にイギリス、アメリカ、オーストラリアから出版された。2014年にはフィリップ・K・ディック賞にノミネートされ、 キッチーズ賞金の触手（新人部門）、またアーサー・C・クラーク賞にもノミネートされた。21の国と地域で翻訳され、アラビア語、チェコ語、デンマーク語、エストニア語、フランス語、グルジア語、ドイツ語、ハンガリー語、イタリア語、日本語、ノルウェー語、ポルトガル語とスペイン語とトルコ語に訳されている。イタリア語版La Memoria dell'AcquaはFrassinelli社から出版され、ヨーロッパサレルノブックアワードに2016年にノミネートされている。
エンミの二つ目の小説は2015年の10月にフィンランド語で出版されたKudottujen kujien kaupunkiで、Tähtivaeltaja Awardにノミネートされた他、タンペレ市文学賞を受賞した。2016年にはThe City of Woven Streetsの名前で英語版がイギリスで出版され、The Weaverの名前でアメリカとカナダで出版された。
2016年9月に小谷真理とのイベントで来日している。エンミ・イタランタは現在、イギリスのカンタベリーに住んでいる。